# William McDonnell
William McDonnell (n. 15 iulie 1876, Detroit, Michigan, SUA – d. 11 mai 1941) a fost un trăgător de tir ce a reprezentat Statele Unite ale Americii, medaliat olimpic. A participat la o ediție a Jocurilor Olimpice (1912) în care a câștigat o medalie de argint și o medalie de bronz.